# Саут-Юніон Тауншип (округ Фаєтт, Пенсільванія)
Саут-Юніон Тауншип (англ. South Union Township) — селище (англ. township) в США, в окрузі Файєтт штату Пенсільванія. Населення — 10 890 осіб (2020).

## Демографія
Згідно з переписом 2010 року, у селищі мешкала 10 681 особа в 4491 домогосподарстві у складі 3013 родин. Було 4768 помешкань
Расовий склад населення:
| - 93,4 % — білих - 3,8 % — чорних або афроамериканців - 1,2 % — азіатів - 0,1 % — корінних американців |

До двох чи більше рас належало 1,3 %. Частка іспаномовних становила 0,6 % від усіх жителів.
За віковим діапазоном населення розподілялося таким чином: 19,4 % — особи молодші 18 років, 57,8 % — особи у віці 18—64 років, 22,8 % — особи у віці 65 років та старші. Медіана віку мешканця становила 47,9 року. На 100 осіб жіночої статі у селищі припадало 87,3 чоловіків;  на 100 жінок у віці від 18 років та старших — 83,7 чоловіків також старших 18 років.
Середній дохід на одне домашнє господарство  становив 69 582 долари США (медіана — 48 325), а середній дохід на одну сім'ю — 87 048 доларів (медіана — 66 723). Медіана доходів становила 54 552 долари для чоловіків та 34 667 доларів для жінок. За межею бідності перебувало 12,7 % осіб, у тому числі 18,4 % дітей у віці до 18 років та 6,8 % осіб у віці 65 років та старших.
Цивільне працевлаштоване населення становило 4357 осіб. Основні галузі зайнятості: освіта, охорона здоров'я та соціальна допомога — 27,6 %, роздрібна торгівля — 13,9 %, науковці, спеціалісти, менеджери — 10,0 %, мистецтво, розваги та відпочинок — 7,3 %.